# رایان بیدونگا
رایان بیدونگا (انگلیسی: Ryan Bidounga؛ زادهٔ ۲۹ آوریل ۱۹۹۷) بازیکن فوتبال اهل فرانسه است که در پست مدافع بازی می‌کند.
از باشگاه‌هایی که در آن بازی کرده‌است می‌توان به باشگاه فوتبال نانسی و باشگاه فوتبال لو مان اشاره کرد.
وی همچنین در تیم‌های ملی فوتبال France national under-16 football team، زیر ۱۷ سال فرانسه، و کنگو بازی کرده‌است.